# Biskupové v katolické církvi

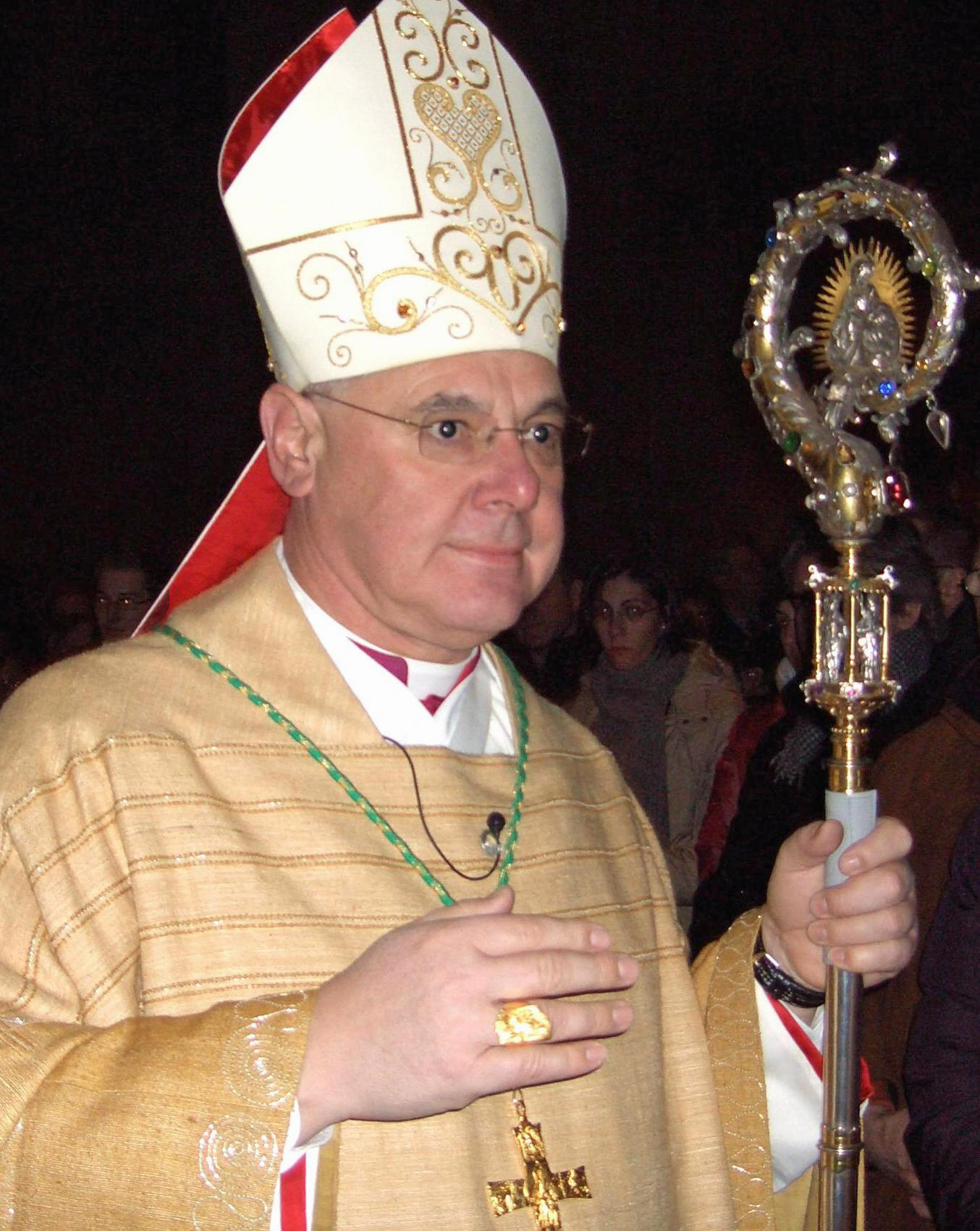
Katolický biskup latinské církve Gerhard Ludwig Müller s pontifikáliemi

V katolické církvi je biskup vysvěcený duchovní, který má plnou svátost svěcení a je zodpovědný za vyučování nauky, správu katolíků ve své jurisdikci, posvěcování světa a zastupování církve. Katolíci odvozují původ biskupského úřadu od apoštolů, o nichž se věří, že byli o Letnicích obdařeni zvláštním charismatem a úřadem z Ducha svatého. Katolíci věří, že toto zvláštní charisma a úřad se předává prostřednictvím nepřetržité posloupnosti biskupů vkládáním rukou ve svátosti svěcení.
Diecézní biskupové – ve východních katolických církvích známí jako eparchiální biskupové – jsou pověřeni správou místních oblastí katolické církve, které jsou v latinské (římskokatolické) církvi známé jako diecéze a ve východních církvích jako eparchie. Biskupové se souhrnně nazývají kolegium biskupů a mohou mít další tituly jako arcibiskup, kardinál, patriarcha nebo papež. V roce 2020 žilo v latinské a východní církvi katolické církve celkem přibližně 5 600 biskupů.
Biskupové jsou vždy muži. Kromě toho kánon 180 Kodexu kánonů východních církví vyžaduje, že kandidát na východní biskupství (kánon 378 §1 Kodexu kanonického práva z roku 1983 uvádí téměř stejné požadavky) musí:
1. prokázat pevnou víru, dobré mravy, zbožnost, horlivost pro duše a rozvážnost;
2. těšit se dobré pověsti;
3. nebýt vázán manželským svazkem;
4. být starší třiceti pěti let;
5. být vysvěcen na kněze nejméně pět let;
6. mít doktorát nebo licenciát z nějaké církevní vědy nebo být alespoň jejím odborníkem.

## Diecézní nebo eparchiální biskupové
Viz též: Ordinář a Diecézní biskup

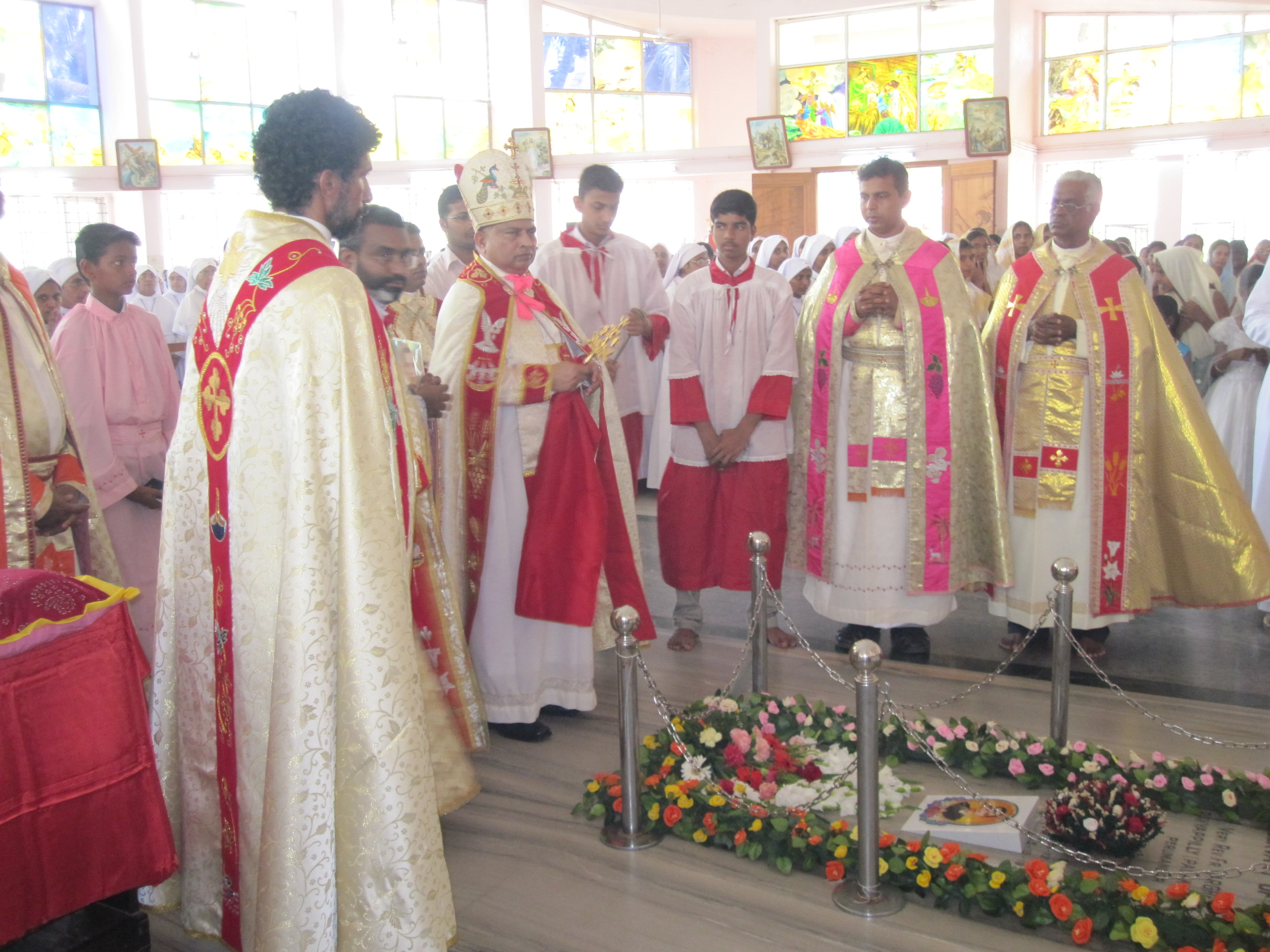
Východní katolický biskup syrsko-malabarské církve drží kříž Mar Thoma, který symbolizuje dědictví a identitu syrské církve svatého Tomáše křesťanů v Indii.

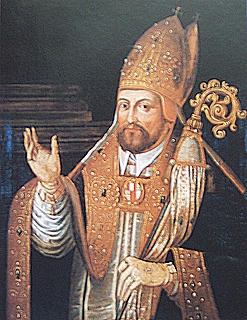
Johann Otto von Gemmingen, kníže-biskup z Augsburgu v Bavorsku (1591–1598), s berlou, mitrou a pluviálem.

Tradiční úlohou biskupa je působit jako hlava diecéze nebo eparchie. Diecéze se značně liší svou geografickou velikostí a počtem obyvatel. Široká škála diecézí kolem Středozemního moře, které přijaly křesťanskou víru brzy, má spíše kompaktní velikost, zatímco diecéze v oblastech, které byly evangelizovány nedávno, jako například v některých částech subsaharské Afriky, Jižní Ameriky a Dálného východu, bývají mnohem větší a lidnatější. V rámci své vlastní diecéze může biskup latinské církve používat pontifikální roucha a regália (symboly úřadu), ale nesmí tak činit v jiné diecézi přinejmenším bez předpokládaného souhlasu příslušného ordináře.

### Jmenování
Viz: Jmenování katolických biskupů

### Rezignace ve věku 75 let
Od II. vatikánského koncilu v roce 1965 se diecézní biskupové a jim rovní „kteří se stali méně schopnými řádně plnit své povinnosti z důvodu přibývajícího věku nebo z jiného vážného důvodu, důrazně žádají, aby buď z vlastní iniciativy, nebo na výzvu kompetentní autority nabídli své odstoupení z úřadu“. Byl navržen věk 75 let a Jan Pavel II. nechal tato ustanovení začlenit do nového Kodexu kanonického práva latinské církve z roku 1983.
Kánon 401 §1 Kodexu kanonického práva z roku 1983 stanoví, že „diecézní biskup, který dovršil sedmdesátý pátý rok svého věku, má nabídnout svou rezignaci na úřad nejvyššímu pontifikovi, který s přihlédnutím ke všem okolnostem učiní příslušná opatření“. 15. února 2018 papež František zavedl stejné pravidlo i pro biskupy nekardinály působící v Římské kurii, kteří předtím ztráceli své postavení automaticky v 75 letech.

### Úloha

Jedna z heraldických forem erbu latinského katolického biskupa.

„Diecézní biskup“ je pověřen péčí o místní církev (diecézi) a je zodpovědný za vyučování, řízení a posvěcování věřících své diecéze, přičemž se o tyto povinnosti dělí s kněžími a jáhny, kteří pod ním slouží.
„Učit, posvěcovat a řídit“ znamená, že musí (1) dohlížet na hlásání evangelia a katolickou výchovu ve všech jejích formách; (2) dohlížet na udílení svátostí a zajišťovat jejich udělování; a (3) vydávat zákony, spravovat a působit jako soudce v kanonicko-právních záležitostech ve své diecézi. Slouží jako „hlavní pastýř“ (duchovní vůdce) diecéze a je zodpovědný za pastorační péči o všechny katolíky žijící v jeho církevní a obřadní jurisdikci. Je povinen sloužit každou neděli a ve sváteční den mši svatou s úmyslem modlit se za ty, kteří jsou v jeho péči, přidělovat duchovní na jejich místa v různých institucích a dohlížet na finance. Biskup má mít zvláštní péči o kněze, naslouchat jim, využívat je jako rádce, zajišťovat jejich náležité zaopatření ve všech směrech a hájit jejich práva stanovená Kodexem kanonického práva. Latinskokatoličtí biskupové také musí každých pět let vykonat pravidelnou návštěvu ad limina u Svatého stolce.
Vzhledem k jejich funkci učitelů víry je v některých anglicky mluvících zemích zvykem přidávat ke jménům biskupů dodatečný titul „D.D.“ (Doctor of Divinity) a oslovovat je „Doctor“.
Pouze biskup má pravomoc udělovat svátost svěcení. V latinské církvi byla nižší svěcení zrušena po Druhém vatikánském koncilu. Ve východních katolických církvích může mnišský archimandrita své podřízené tonzurovat a ustanovovat do nižších svěcení; tonzura a nižší svěcení však nejsou považovány za součást svátosti svěcení.
V latinské církvi svátost biřmování obvykle uděluje biskup, ale může pověřit kněze. V případě přijetí dospělého člověka do plného společenství s katolickou církví udělí biřmování předsedající kněz. Ve východních katolických církvích udělují biřmování (nazývané chrismace) obvykle kněží, protože se uděluje současně se křtem. Žehnání kostelů a oltářů je v pravomoci pouze diecézního nebo eparchiálního biskupa, který však může pověřit provedením obřadu jiného biskupa nebo dokonce kněze.
Na Zelený čtvrtek předsedají latinští katoličtí biskupové mši svaté (missa chrismatis). Při této mši se sice žehná olej nemocných pro svátost pomazání nemocných, ale v případě potřeby jej může požehnat i kterýkoli kněz. Křižmo může posvětit pouze biskup. Ve východních katolických církvích křižmo světí výhradně hlavy církví sui iuris (patriarchové a metropolité) a diecézní biskupové tak činit nemohou.
Pouze biskup nebo jiný ordinář může udělit nihil obstat teologickým knihám a potvrdit, že jsou prosté doktrinálních nebo morálních omylů; je to výraz učitelské autority a odpovědnosti biskupa za výchovu.
Před Druhým vatikánským koncilem bylo také výsadou biskupa posvětit patenu a kalich, které se používaly při mši. Jednou ze změn zavedených po koncilu je, že nyní se říká prosté požehnání, které může udělit kterýkoli kněz.

### Kanonická autorita
V západních i východních katolických církvích může mši svatou nebo božskou liturgii sloužit každý kněz. Aby však mohl kněz sloužit mši nebo božskou liturgii veřejně, musí mít povolení místního ordináře – toto povolení může být uděleno farářům farností na omezenou dobu, ale pro dlouhodobé povolení je obvykle nutné obrátit se na diecézního biskupa. Cestujícím kněžím může být vydán celebret, aby mohli farářům a biskupům mimo vlastní diecézi prokázat, že mají dobrou pověst. Avšak i v případě, že kněz takový doklad nemá, může slavit svátosti, pokud místní biskup nebo farář usoudí, že hostující kněz je osobou bezúhonnou.
Na Východě se na oltáři uchovává antimension podepsaný biskupem, který částečně připomíná, čí je to oltář a pod čí omophorionem kněz v místní farnosti slouží.
Aby kněz mohl platně vysluhovat svátost smíření, musí mít fakultu (povolení a pravomoc) od místního biskupa; avšak pokud je kajícník v nebezpečí smrti, má kněz právo i povinnost zpověď vyslechnout, ať už se nachází kdekoli.
Kněží a jáhni latinské církve musí mít pro předsedání obřadům manželství příslušnou jurisdikci nebo pověření od kompetentní autority. V latinské větvi katolické církve platí učení, že svátostné milosti udělují sami snoubenci; ačkoli tedy obřad uzavření manželství obvykle vede vysvěcená osoba, může biskup pověřit přítomností při výměně manželských slibů i laika; to se děje pouze v krajních případech, například v misijních územích. Ve východní tradici je duchovní nejen svědkem výměny slibů, ale musí udělit požehnání, aby se manželství stalo platným.
Pokud to konkrétní biskup nezakázal, může kázat každý biskup v celé katolické církvi a každý kněz nebo jáhen může také kázat kdekoli (za předpokladu povolení místního faráře), pokud mu nebyla omezena nebo odňata možnost kázat.
V diecézní katedrále se nachází zvláštní křeslo zvané katedra, někdy označované jako trůn, které je ve svatyni vyhrazeno výhradně pro ordináře a symbolizuje jeho duchovní a církevní autoritu.

## Další tituly, postavení a úlohy
Hlavní článek: Hierarchie katolické církve
Biskupové mohou v katolické církvi zastávat i další funkce, například:

### Jmenovaný (arci)biskup
Kněz, který byl jmenován biskupem nebo diecézní biskup, který byl jmenován arcibiskupem, a je před nástupem do úřadu nebo instalací.

### Titulární (arci)biskup
Hlavní článek: Titulární biskup
Titulární biskup (nebo titulární arcibiskup) je (arci)biskup, který není (arci)biskupem (arci)diecéze; pokud (od roku 1970) není koadjutorem nebo emeritním biskupem, je přidělen k titulárnímu stolci, což je obvykle název města nebo oblasti, která byla sídlem diecéze, ale jejíž biskupský stolec (diecéze) již jako takový nefunguje. Titulární (arci)biskupové často slouží jako pomocní biskupové, jako úředníci v římské kurii, v patriarchálních kuriích východních církví, jako papežští diplomatičtí vyslanci (zejména apoštolští nunciové nebo apoštolští delegáti) nebo stojí v čele některých misijních předdiecézních jurisdikcí (zejména jako apoštolský vikář, který od roku 2019 již nedostává titulární stolec). Od roku 1970 používá biskup koadjutor (nebo arcibiskup) titul biskupského stolce, do něhož je přidělen, a emeritní biskup (nebo arcibiskup) používá titul svého posledního sídelního stolce.

### Sufragánní biskup
Viz též: Sufragánní diecéze
Sufragánní biskup vede diecézi v rámci jiné církevní provincie, než je hlavní diecéze, metropolitní arcidiecéze.

### Pomocný biskup
Hlavní článek: Pomocný biskup
Pomocný biskup je asistent diecézního biskupa nebo arcibiskupa na plný úvazek. Pomocní biskupové jsou titulární (arci)biskupové bez práva nástupnictví, kteří různými způsoby pomáhají diecéznímu biskupovi nebo arcibiskupovi a jsou obvykle jmenováni jako generální vikáři nebo biskupští vikáři (arci)diecéze, v níž slouží.

### Biskup koadjutor
Hlavní článek: Biskup koadjutor
Biskup koadjutor je (arci)biskup, který má téměř stejnou pravomoc jako diecézní biskup nebo arcibiskup; má zvláštní pravomoci a právo nahradit dosavadního diecézního biskupa nebo arcibiskupa. Jmenování koadjutorů je považováno za prostředek k zajištění kontinuity církevního vedení. Až do nedávné doby existovala možnost, že biskup koadjutor neměl právo nástupnictví.

### Biskup-prelát
Biskup, který zastává úřad nevyžadující biskupské svěcení, zejména prelát osobní prelatury nebo územní prelatury.

### Emeritní (arci)biskup
Hlavní článek: Emeritní biskup
Když diecézní biskup, arcibiskup nebo pomocný biskup odejde do důchodu, je mu udělen čestný titul „emeritní“ posledního stolce, kterému sloužil, tj. emeritní arcibiskup, emeritní biskup nebo emeritní pomocný biskup stolce. „Emeritus“ se nepoužívá pro titulární stolec, ale mohl by se používat pro (arci)biskupa, který přešel na jiné než (arci)diecézní místo, aniž by byl skutečně penzionován. Příklad: „arcibiskup (nebo biskup) emeritní z místa“. Kardinál Luis Antonio Tagle, který byl povýšen na prefekta Kongregace pro evangelizaci národů, se stal emeritním arcibiskupem Manily.
V předkoncilní tradici (arci)biskupové jakožto jmenovaní ordináři nebo pomocní biskupové sloužili doživotně. Když došlo k vzácné rezignaci, byl biskupovi přidělen titulární stolec. Status „emeritního“ biskupa se objevil po Druhém vatikánském koncilu, kdy byli (arci)biskupové nejprve vybízeni a poté vyzváni, aby ve věku 75 let podali rezignaci. Papež Pavel VI. 31. října 1970 rozhodl, že „diecézní biskupové nebo arcibiskupové latinského obřadu, kteří rezignují, již nejsou přeloženi do titulárního stolce, ale nadále jsou označováni jménem stolce, kterého se vzdali“.

### Kardinál
Kardinál je biskup nebo arcibiskup jmenovaný papežem do kardinálského kolegia. Členové kolegia mladší 80 let volí nového papeže, který je v praxi vždy jedním z nich, v případě úmrtí nebo odstoupení dosavadního papeže. Kardinálové rovněž slouží jako papežovi poradci a zastávají významné funkce ve struktuře katolické církve. Podle kanonického práva musí být člověk jmenovaný kardinálem obvykle (arci)biskupem nebo přijmout jeho svěcení, může však požádat papeže o svolení odmítnout. Většina kardinálů je již arcibiskupy významných arcidiecézí nebo patriarchátů, jiní již působí jako titulární biskupové v Římské kurii. Nedávní papežové jmenovali do kolegia kardinálů několik kněží, většinou renomovaných teologů, a těm bylo dovoleno biskupské svěcení odmítnout. Příkladem jsou Tomáš Špidlík v roce 2003, Karl Becker v roce 2012 a Ernest Simoni v roce 2016.

### Arcibiskup
Hlavní článek: Arcibiskup
Arcibiskup je hlavou arcidiecéze nebo biskupem, kterému byl přidělen titulární stolec, jenž je arcidiecézí.

### Metropolitní arcibiskup
Hlavní článek: Metropolita
Metropolita je arcibiskup s menší jurisdikcí nad církevní provincií. V praxi to znamená, že předsedá shromážděním a dohlíží na diecéze v rámci provincie.
Ve východním katolicismu může být metropolita také hlavou autokefální, sui juris nebo autonomní církve, pokud je počet věřících této tradice malý. V latinské církvi jsou metropolity vždy arcibiskupové; v mnoha východních církvích se používá titul „metropolita“, přičemž v některých z těchto církví se používá „arcibiskup“ coby samostatný úřad.

### Papež
Hlavní článek: Papež
Papež je římský biskup. Katolická církev zastává názor, že kolegium biskupů jako skupina je nástupcem kolegia apoštolů. Církev také zastává názor, že jedinečně mezi apoštoly byla svatému Petrovi, prvnímu římskému biskupovi, svěřena vedoucí úloha a autorita, která dává papeži právo řídit církev spolu s biskupy. Církev tedy zastává názor, že římskému biskupovi jako Petrovu nástupci náleží jedinečně mezi biskupy úloha mluvit jménem celé církve, jmenovat ostatní biskupy a řídit ústřední církevní správu, římskou kurii. Papežské výroky, které splňují požadavky dekretu o papežské neomylnosti Prvního vatikánského koncilu, jsou neomylné.

#### Emeritní papež
Po rezignaci na funkci papeže (římského biskupa) 28. února 2013 se Benedikt XVI. stal emeritním nejvyšším pontifikem (nebo hovorově emeritním papežem). Jako jediný dosavadní nositel tohoto titulu jej zastával až do své smrti 31. prosince 2022.

### Patriarcha
Další informace: Patriarchát
Titul patriarchy se v katolické církvi používá buď pro patriarchu východní církve sui iuris, nebo pro menšího latinského patriarchu. Patriarcha východní církve sui iuris stojí v čele autonomní církve, je volen synodem této církve a vykonává moc na svém patriarchálním území a v eparchiích a farnostech mimo své území. Latinský patriarcha minor je čestný titul vyšší než arcibiskup, který se z historických důvodů uděluje některým latinským diecézím.

### Katolikos
Další informace: Katolikos všech Arménů
Některé východní katolické církve označují své hlavy jako catholicoi, což je historický titul pro hlavu církve. Arménská katolická církev, Chaldejská katolická církev a Syromalankarská katolická církev takto označují své hlavy.

### Arcibiskup maior
Hlavní článek: Arcibiskup maior
Větší arcibiskupové (lat. Archiepiscopus maior) jsou hlavami významné arcibiskupské církve. Autorita větších arcibiskupů v rámci jejich církví sui iuris je stejná jako autorita patriarchy, ale dostává se jim méně ceremoniálních poct a jejich volba musí být potvrzena Svatým stolcem.

### Primas
Hlavní článek: Primas
V katolické církvi je primas obvykle biskupem nejstarší diecéze a/nebo hlavního města (současného nebo bývalého) národního státu; jde o čestný titul.

### Veřejné funkce
Od vydání nového Kodexu kanonického práva v roce 1983 papežem Janem Pavlem II. je všem příslušníkům katolického kléru zakázáno zastávat veřejné funkce bez výslovného svolení Svatého stolce.

## Jmenování a svěcení biskupů
Hlavní článek: Jmenování katolických biskupů
Viz též: Světitel
Jmenování biskupů v katolické církvi je složitý proces, který vyžaduje účast několika úředníků. V latinské církvi se na něm podílí místní synoda, papežský nuncius (neboli apoštolský delegát), různá dikasteria římské kurie a papež; od 70. let 20. století se stalo běžnou praxí, že nuncius žádá o vyjádření duchovních a laiků v rámci uvolněné diecéze. V patriarchálních a hlavních arcibiskupských východních církvích se na výběru biskupů podílí také stálá synoda, svatá synoda a patriarcha nebo hlavní arcibiskup.

## Apoštolská posloupnost a ostatní církve
Hlavní článek: Apoštolská posloupnost
Katolická církev vždy učila, že biskupové pocházejí z nepřetržité linie biskupů od dob apoštolů, což je známé jako apoštolská posloupnost. Od roku 1896, kdy papež Lev XIII. vydal bulu Apostolicae curae, katolická církev neuznává anglikánské svěcení za platné, a to kvůli změnám v obřadech svěcení, ke kterým došlo v 16. století, a také kvůli rozdílům v chápání teologie biskupství a eucharistie. Tento názor se však od té doby zkomplikoval, protože starokatoličtí biskupové, jejichž svěcení Řím plně uznává za platná, působili jako spolusvětitelé při anglikánských biskupských svěceních. Podle církevního historika Timothyho Duforta získali do roku 1969 všichni biskupové anglikánské církve starokatolické linie apoštolské posloupnosti plně uznané Svatým stolcem.
Katolická církev uznává jako platná, ale nedovolená svěcení provedená některými nezávislými katolickými skupinami, jako je Starokatolická církev Utrechtské unie a Polská národní katolická církev, pokud jsou osoby přijímající svěcení pokřtěni jako muži a je použit platný obřad biskupského svěcení – vyjadřující správné funkce a svátostný status biskupa. Svatý stolec rovněž uznává za platné svěcení pravoslavné, starokatolické, orientální pravoslavné a asyrské nestoriánské církve. Pokud jde o východní církve, II. vatikánský koncil uvedl:
Aby tedy odstranil všechny stíny pochybností, tento svatý koncil slavnostně prohlašuje, že východní církve, ačkoli pamatují na nezbytnou jednotu celé církve, mají právo řídit se podle disciplín, které jsou jim vlastní, neboť ty lépe odpovídají povaze jejich věřících a více prospívají jejich duším.

## Oblečení a roucha
Hlavní článek: Pontifikální roucha

### Latinská církev
Viz též: Kněžský oděv

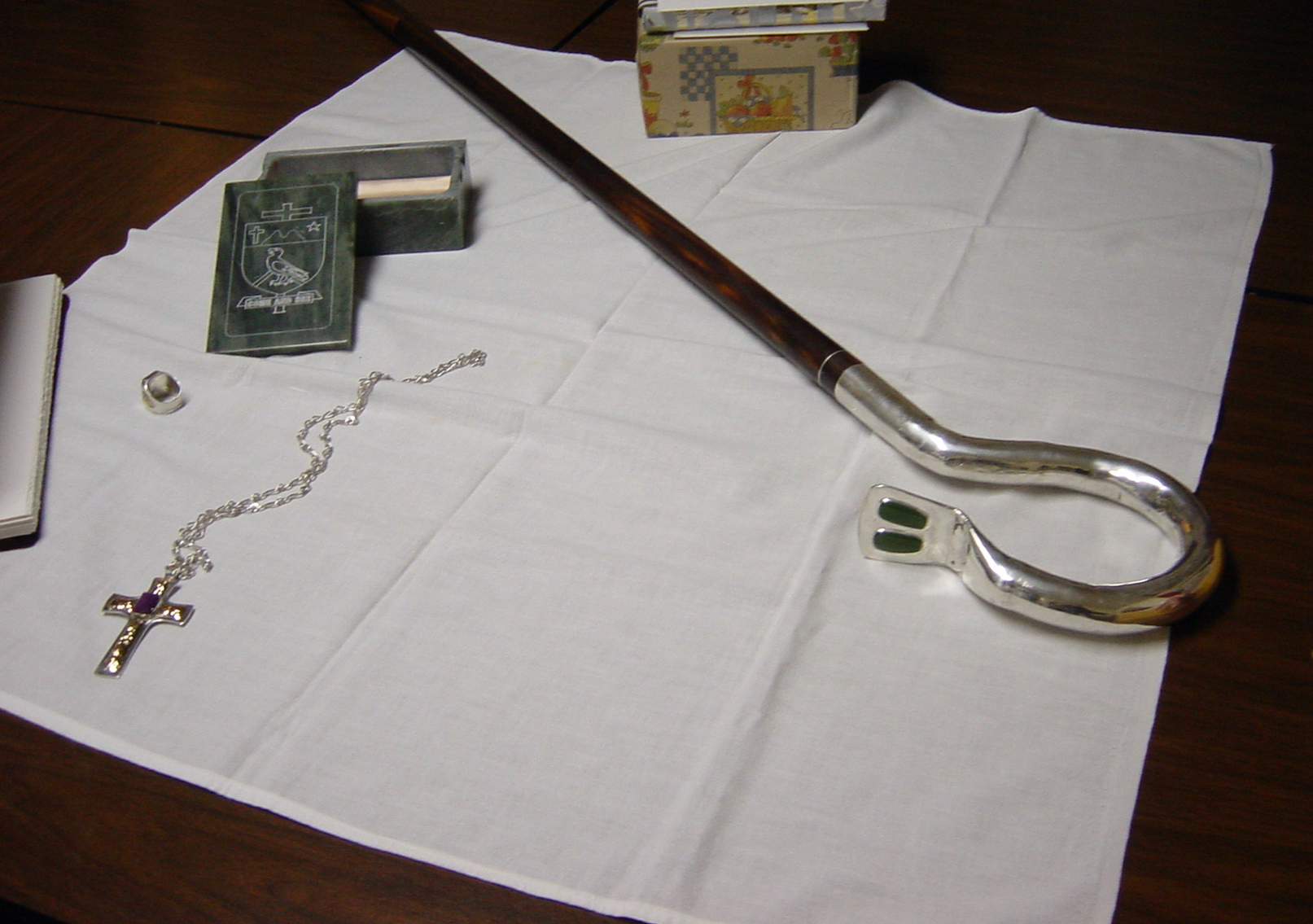
Některé z insignií biskupského úřadu (po směru hodinových ručiček zprava): berla, pektorální kříž a biskupský prsten.

Každodenní oděv biskupů latinské církve může sestávat z černé (nebo v tropických zemích bílé) kleriky (sutany) s amarantovým (druh červené) lemováním a fialovým cingulem (fascia), pektorálního kříže a biskupského prstenu. Instrukce o oděvu prelátů z roku 1969 uvádí, že běžným oděvem může být místo toho prostá sutana bez barevného lemování. Od roku 1969 se černý oblek a kněžská košile, které jsou již obvyklé v anglicky mluvících zemích, staly velmi běžnými i v zemích, kde byly dříve neznámé.
Chórový oděv biskupa latinské církve, který se nosí, když se účastní liturgických obřadů, ale neslaví je, se skládá z fialové kleriky s amarantovým lemováním, rochety, fialového solidea (zuccheta), fialového biretu s chocholem a pektorálního kříže. Cappa magna se může nosit, ale pouze v rámci vlastní diecéze biskupa a při zvláště slavnostních příležitostech.
Mitru, solideo a štólu obvykle nosí biskupové, když předsedají liturgickým obřadům. Při jiných liturgických úkonech, než je mše svatá, nosí biskup obvykle pluviál. V rámci své diecéze a při slavnostní celebraci jinde se souhlasem místního ordináře používá také biskupská berla. Při sloužení mše svaté nosí biskup, stejně jako kněz, ornát. Caeremoniale Episcoporum doporučuje, ale nenařizuje, aby biskup při slavnostních obřadech nosil pod ornátem také dalmatiku, která může být vždy bílá, zejména při udělování svátosti svěcení, žehnání opata nebo abatyše a svěcení kostela nebo oltáře. Caeremoniale Episcoporum se již nezmiňuje o pontifikálních rukavicích, pontifikálních sandálech, liturgických punčochách (známých také jako buskiny), manipulu ani o dalších náležitostech, které by biskup měl mít na sobě.

### Východní katolíci

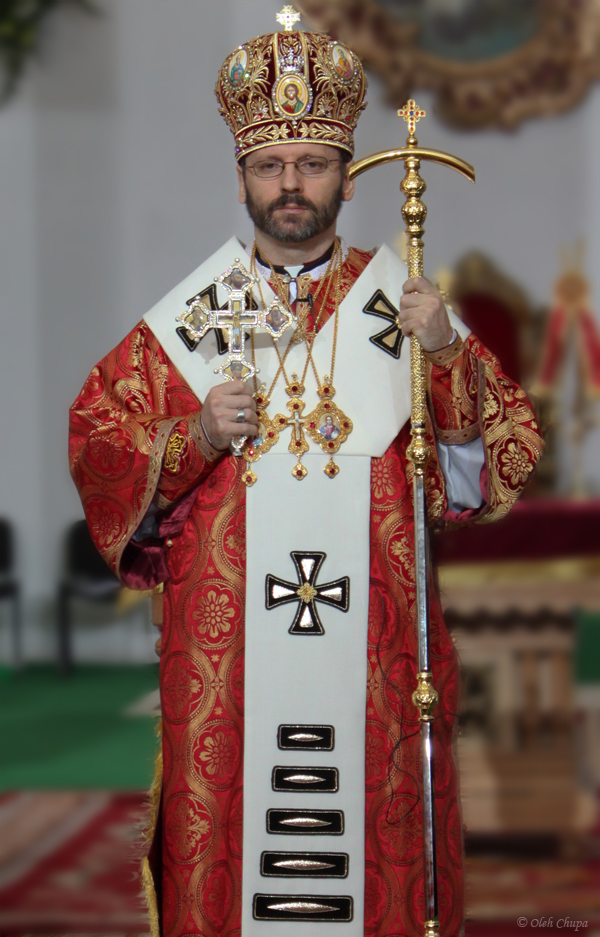
Vladyka Sviatoslav, hlava Ukrajinské katolické církve s biskupským žezlem staršího (jednoduššího) typu.

Každodenní oděv východních katolických biskupů je často stejný jako u jejich kolegů z latinské církve: černý kněžský oblek s pektorálním křížem nebo panagií.

#### Byzantský katolický obřad
Biskupové jsou tradičně mniši, a proto je jejich každodenním oděvem mnišský hábit s panagií a v závislosti na hodnosti také pektorální kříž a druhá panagie.
Při účasti na liturgických obřadech, při nichž neslaví, může biskup nosit mantii, panagii a enkolpion, pokud je patriarchou nebo metropolitním biskupem. Nosí také pastýřskou hůl v podobě vycházkové hole zakončené hlavicí. V byzantském ritu neexistuje žádný biskupský prsten.
Při účasti na božské liturgii nosí biskup sakkos (císařskou dalmatiku), omoforion, epigonation a mitru byzantského typu, která vychází z uzavřené císařské koruny pozdní Byzantské říše a má tvar cibulovité koruny, je zcela uzavřená a její materiál je z brokátu, damašku nebo zlaté látky. Může být vyšívaná a bohatě zdobená drahokamy, s připojenými čtyřmi ikonami: Kristus, Bohorodička, Jan Křtitel a kříž. Tyto mitry jsou obvykle zlaté, ale mohou být použity i jiné liturgické barvy. Mitra je zakončena křížem, který je vyroben z kovu a stojí vzpřímeně. Nosí také berla ve stylu daného obřadu. Při předsedání jiným bohoslužbám může mít méně rouch, ale také mantu, pokud nemá na sobě sticharion.